# Phytomyptera pruinosa
Phytomyptera pruinosa är en tvåvingeart som först beskrevs av Malloch 1927.  Phytomyptera pruinosa ingår i släktet Phytomyptera och familjen parasitflugor. Inga underarter finns listade i Catalogue of Life.